# العلاقات التركية الناميبية
العلاقات التركية الناميبية هي العلاقات الثنائية التي تجمع بين تركيا وناميبيا.

## مقارنة بين البلدين
هذه مقارنة عامة ومرجعية للدولتين:
| وجه المقارنة                                              | تركيا         | ناميبيا      |
| --------------------------------------------------------- | ------------- | ------------ |
| المساحة (كم2)                                             | 783.56 ألف    | 825.62 ألف   |
| عدد السكان (نسمة)                                         | 80.14 مليون   | 2.53 مليون   |
| الكثافة السكانية (ن./كم²)                                 | 102.28        | 3.06         |
| العاصمة                                                   | أنقرة         | ويندهوك      |
| اللغة الرسمية                                             | اللغة التركية | لغة إنجليزية |
| العملة                                                    | ليرة تركية    | دولار ناميبي |
| الناتج المحلي الإجمالي (بليون دولار)                      | 851.10 مليار  | 13.24 مليار  |
| الناتج المحلي الإجمالي (تعادل القوة الشرائية) بليون دولار | 1.57 تريليون  | 25.60 مليار  |
| الناتج المحلي الإجمالي الاسمي للفرد دولار أمريكي          | 9.12 ألف      | 4.67 ألف     |
| الناتج المحلي الإجمالي للفرد دولار أمريكي                 | 19.79 ألف     | 9.96 ألف     |
| مؤشر التنمية البشرية                                      | 0.761         | 0.628        |
| رمز المكالمات الدولي                                      | +90           | +264         |
| رمز الإنترنت                                              | .tr           | .na          |
| المنطقة الزمنية                                           | ت ع م+03:00   | ت ع م+02:00  |

## منظمات دولية مشتركة
يشترك البلدان في عضوية مجموعة من المنظمات الدولية، منها:
| علم المنظمة | اسم المنظمة                                                | تاريخ انضمام تركيا | تاريخ انضمام ناميبيا |
| ----------- | ---------------------------------------------------------- | ------------------ | -------------------- |
|             | يونسكو                                                     | 4 نوفمبر 1946      | 2 نوفمبر 1978        |
|             | وكالة ضمان الاستثمار متعدد الأطراف                         | 3 يونيو 1988       | 25 سبتمبر 1990       |
|             | الأمم المتحدة                                              | 24 أكتوبر 1945     | 23 أبريل 1990        |
|             | العملية المشتركة للاتحاد الأفريقي والأمم المتحدة في دارفور | ?                  | ?                    |
|             | الاتحاد البريدي العالمي                                    | ?                  | ?                    |
|             | البنك الدولي للإنشاء والتعمير                              | 11 مارس 1947       | 25 سبتمبر 1990       |
|             | الاتحاد الدولي للاتصالات                                   | 1866               | 25 يناير 1984        |
|             | منظمة حظر الأسلحة الكيميائية                               | ?                  | ?                    |
|             | مؤسسة التمويل الدولية                                      | 19 ديسمبر 1956     | 25 سبتمبر 1990       |
|             | منظمة التجارة العالمية                                     | 26 مارس 1995       | ?                    |
|             | منظمة الشرطة الجنائية الدولية                              | ?                  | ?                    |
|             | البنك الإفريقي للتنمية                                     | ?                  | ?                    |

## وصلات خارجية
- موقع وزارة الخارجية التركية